# Hyposoter volens
Hyposoter volens là một loài tò vò trong họ Ichneumonidae.